# Souhvězdí Sochaře
Sochař je jedno z 88 souhvězdí moderní astronomie, leží na jižní obloze. Souhvězdí zavedl Nicolas-Louis de Lacaille v roce 1754 původně pod názvem Sochařská dílna (z lat. Apparatus Sculptoris). Později byl název zkrácen. V Sochařovi se nachází jižní galaktický pól na souřadnicích rektascenze = 0h 42′, deklinace = −28°.

## Hvězdy
| Hvězda | Jméno | Hvězdná velikost |
| ------ | ----- | ---------------- |
| α Scl  | α Scl | 4,27m            |
| β Scl  | β Scl | 4,38m            |
| γ Scl  | γ Scl | 4,41m            |

Sochař je poměrně malé souhvězdí chudé na jasné hvězdy a objekty. Žádná hvězda v něm svou jasností nepřevyšuje 4. magnitudu. Nejjasnější hvězda Alfa Sculptoris má jasnost 4,27m, je spektrálního typu B7III a její vzdálenost od Země je zhruba 700 světelných let.
Epsilon Sculptoris je dvojhvězda, jejíž složky mají jasnost 5,4 a 9,4 mag. a jejich uhlová vzdálenost je přibližně 4,7″. Na rozeznání musíme mít dalekohled s průměrem větším než 10 cm.

## Objekty

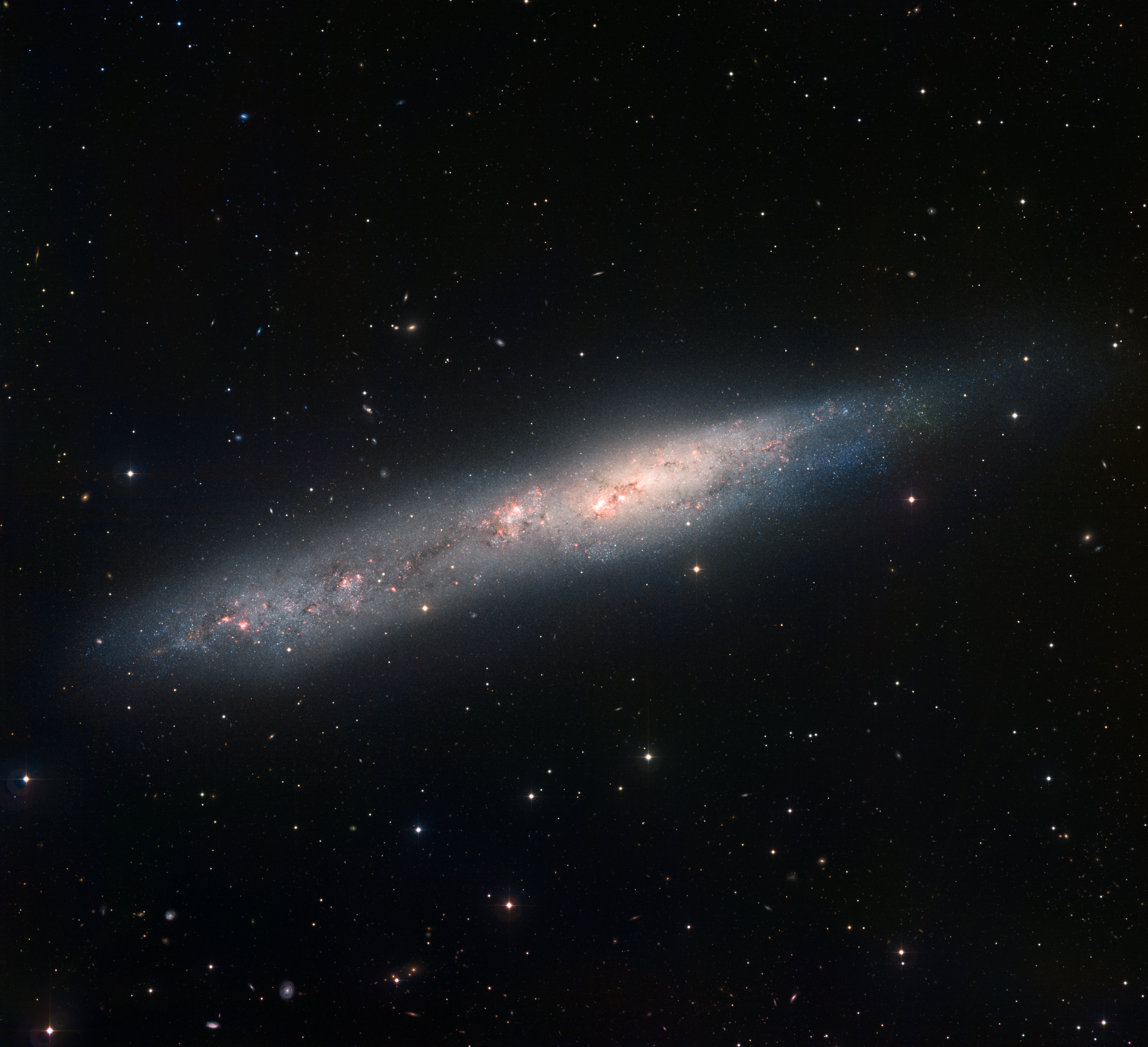
Galaxie NGC 55

Na jižním okraji souhvězdí, na hranici s Fénixem, se nachází spirálová galaxie NGC 55. Je k nám natočena svou nejužší stranou a podle odhadů je vzdálená 7,5 až 10 milionů světelných let. Další podlouhlou spirálovitou galaxií je NGC 253 anebo Galaxie Sochař, která leží téměř na severním okraji souhvězdí. Tyto dvě galaxie tvoří s některými dalšími objekty (např. NGC 300, NGC 7793 a NGC 247 ve Velrybě) prostorově související skupinu někdy označovanou jako "skupina galaxií v Sochaři".
NGC 288 je kulová hvězdokupa. Leží ve vzdálenosti cca 40 000 světelných let. Lze ji najít už polním dalekohledem při dobrých světelných podmínkách.
Asi 4° jižně od hvězdy Alfa Sculptoris leží střed elipsovité trpasličí galaxie Sculptor.

## Poloha
Sochař je nenápadné souhvězdí bez výrazného obrazce, které můžeme identifikovat díky tomu, že se nachází na východ od jasné hvězdy Fomalhaut ze souhvězdí Jižní ryby. Sochař vychází jen velmi nízko nad obzor a v severních částech Evropy jej není možné vůbec pozorovat.